# Bloemfontein
Bloemfontein is een Zuid-Afrikaanse stad in de gemeente Mangaung, provincie Vrijstaat, met ongeveer 250.000 inwoners. Ze is de hoofdplaats van de Vrijstaat en een van de drie officiële hoofdsteden van Zuid-Afrika. Als gerechtelijke hoofdstad huisvest ze onder meer het Hoogste Hof van Appèl.

## Naam
Volgens de oudste bronnen over de stad is de naam afgeleid van een bron (fontein) die bij het erf van een Griekwaboer met de Nederlandse (bij)naam Jan Bloem ontsprong. Er woonden al Voortrekkers in het gebied, toen de Britse majoor Henry Douglas Warden in 1846 de stad officieel stichtte. De Britten legden de naam Bloemfontein uit als een verwijzing naar de bloemenrijkdom die men op deze plaats aantrof, in het verder vrij kale en woestijnachtige landschap. Nog steeds is de bijnaam van Bloemfontein "Rosestad" omdat er in de buurt in de lente een bloempracht ontstaat van rozen. In deze betekenis is de naam overigens een duidelijke erfenis van het Nederlands, want het Afrikaanse woord voor bloem is blom en de Afrikaanse naam zou derhalve Blomfontein zijn. Het Afrikaans werd echter pas in 1925 een officiële taal in Zuid-Afrika. Daardoor hebben heel wat plaatsen (Bloemfontein, Vereeniging, Zeerust, Stellenbosch, Welkom) en gebieden een Nederlandse naam.
In het Zuid-Sotho heet de stad ook Mangaung, wat 'thuishaven van jachtluipaarden' betekent. Dit is tevens de naam van de grotere agglomeratiegemeente waartoe Bloemfontein behoort.

## Geschiedenis
Vanaf de jaren 30 van de 19e eeuw verlieten vele Nederlandstalige Voortrekkers de Britse Kaapkolonie tijdens de Grote Trek. In 1840 begon de Voortrekker Johannes Nicolaas Brits een boerderij bij een waterbron bij de Modderrivier. Deze boerderij werd zes jaar later gekocht door de Britse majoor Henry Douglas Warden, die hier Fort Drury bouwde. In 1848 lijfde de Britse gouverneur Harry Smith het gebied tussen de Oranje- en Vaalrivier in als de Britse Oranjeriviersoevereiniteit, met Bloemfontein als hoofdstad. De Boeren kwamen in opstand en wisten Warden te verjagen, maar werden uiteindelijk door Smith verslagen in de Slag bij Boomplaats die te Bloemfontein het nieuwe Queen's Fort bouwde.

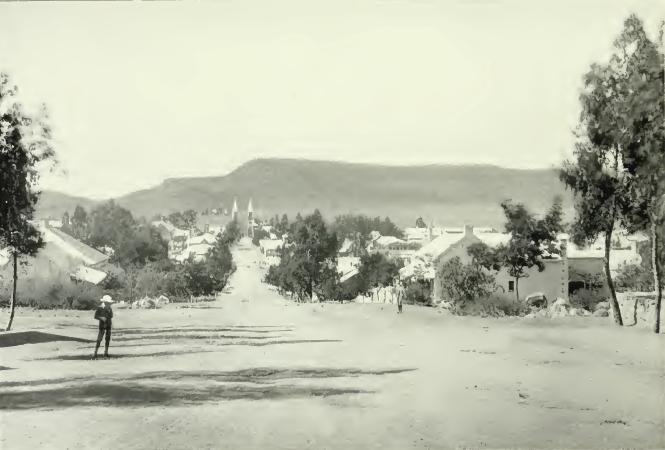
Bloemfontein rond 1900

Vanwege dure conflicten met de Basotho overhandigden de Britten de Soevereiniteit aan de Boeren bij de Conventie van Bloemfontein, getekend op 23 februari 1854. Dit contract luidde de stichting in van de Boerenrepubliek Oranje Vrijstaat, met Bloemfontein als hoofdstad. De Basotho werden na drie Basotho-oorlogen verslagen door de Vrijstaat, dat uitgroeide tot een welvarende modelrepubliek onder leiding van president Johannes Henricus Brand. In 1888 werd Bloemfontein aangesloten op de spoorlijn naar Kaapstad. In 1899 vond de Conferentie van Bloemfontein plaats tussen president Paul Kruger van de Zuid-Afrikaansche Republiek (Transvaal) en gouverneur Alfred Milner van Milner, die de Tweede Boerenoorlog had moeten voorkomen.
De Tweede Boerenoorlog bleek echter onvermijdelijk en betekende het einde van de Oranje Vrijstaat. Op 13 maart 1900 werd Bloemfontein door Britse troepen veroverd en in 1910 werd Bloemfontein de justitiële hoofdstad van de Unie van Zuid-Afrika. Op 8 januari 1912 werd het Afrikaans Nationaal Congres (ANC) in Bloemfontein opgericht, een vooraanstaande anti-apartheidsorganisatie en de tegenwoordige regeringspartij van Zuid-Afrika. Ruim drie jaar later, op 2 juli 1915, werd hier ook de Nationale Partij opgericht, de verantwoordelijke voor de apartheid. Pas in 1945 kreeg Bloemfontein de officiële stadsstatus toegewezen.

## Bevolking
Bij de volkstelling van 2001 had de stad ongeveer 350.000 inwoners, in 2011 ongeveer 256.000. Daarvan bestaat 43% uit blanken en kleurlingen en 56% uit zwarten.
De blanken wonen in het centrum, het noorden, westen en zuidwesten van de stad en spreken bijna allemaal Afrikaans; er zijn zeer weinig Engelstaligen. Afrikaans is daardoor de belangrijkste voertaal. De zwarte bevolking woont in het oosten, zuidoosten (Basotho) en deels ook in het westen (Tswana) en spreekt overwegend Zuid-Sotho en Tswana.

## Cultuur en maatschappij

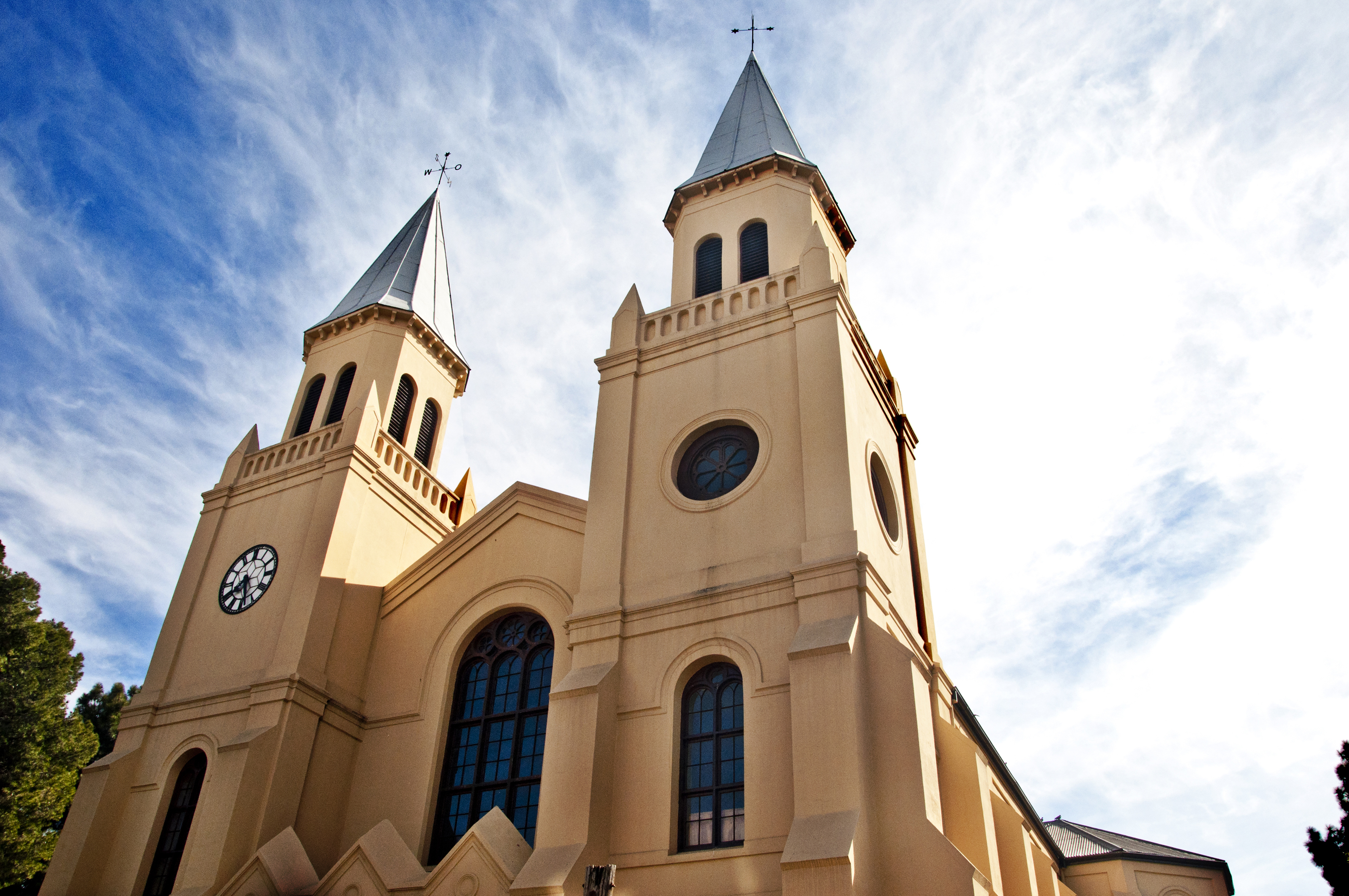
De Tweetoringkerk te Bloemfontein

### Bezienswaardigheden
In Bloemfontein wordt aan de Tweede Boerenoorlog herinnerd met het Oorlogsmuseum van de Boerenrepublieken en het Nationale Vrouwenmonument, ter herinnering aan ongeveer 27.000 Boerenvrouwen en kinderen die bezweken in Britse concentratiekampen. Verdere musea zijn het Nationale Museum, Nationaal Afrikaans Literair Museum en Onderzoekscentrum en het Oliewenhuis. Er is ook een theater, Sand du Plessis, met 964 stoelen. Het oudste gebouw van Bloemfontein is de Eerste Raadzaal uit 1849, waar de Volksraad van de Oranje Vrijstaat vergaderde.

### Religie
Bloemfontein is de zetel van een rooms-katholiek aartsbisdom.

### Onderwijs
In Bloemfontein werd in 1855 Grey College opgericht, een vooraanstaande jongensschool die nog altijd bestaat. Uit deze school is in 1904 de Universiteit van de Vrijstaat ontstaan.

### Media
De enige krant van Bloemfontein is het Afrikaanstalige Volksblad, een van de oudste kranten van Zuid-Afrika. Daarnaast zijn er drie radiostations: de tweetalige zenders OFM (algemeen) en Kovsie FM (Universiteit van de Vrijstaat), en de Afrikaanse gemeenschapszender Radio Rosestad.

### Sport
Bloemfontein is de thuishaven van de voetbalclub Bloemfontein Celtic, rugbyclubs Central Cheetahs en Free State Cheetahs en de cricketvereniging Chevrolet Knights.

## Subplaatsen
Het nationaal instituut voor de statistiek, Stats SA, deelt sinds de census 2011 deze hoofdplaats in in 60 zogenaamde subplaatsen (sub place), waarvan de grootste zijn:
Ashbury • Bloemfontein Central • Bloemside Phase 2 • Fichardt Park • Grasslands • Heidedal • Langenhoven Park • Pellissier • Rodenbeck • Universitas • Willows.

## Geboren in Bloemfontein
- Deneys Reitz (1882-1944), soldaat, schrijver en politicus
- J.R.R. Tolkien (1892-1973), Engelse schrijver
- Bram Fischer (1908-1975), advocaat en burgerrechtenactivist
- Pat Pattle (1914-1941), piloot
- Zola Budd (1966), atlete
- Hansie Cronjé (1969-2002), cricketspeler
- Lizel Moore (1970), triatlete
- Marcos Ondruska (1972), tennisser
- Ryk Neethling (1977), zwemmer en olympisch kampioen
- Pietie Coetzee (1978), hockeyster
- Colin Nel (1983), golfer
- Louis Jacob van Zyl (1985), atleet
- Suzaan van Biljon (1988), zwemster
- Dean Burmester (1989), golfer
- Zane Waddell (1998), zwemmer